# Sefiane Guezzania
Sefiane Guezzania – algierski zapaśnik walczący w stylu klasycznym. Srebrny medalista mistrzostw Afryki w 2024 i piąty w 2023 roku.